# Enes Karić

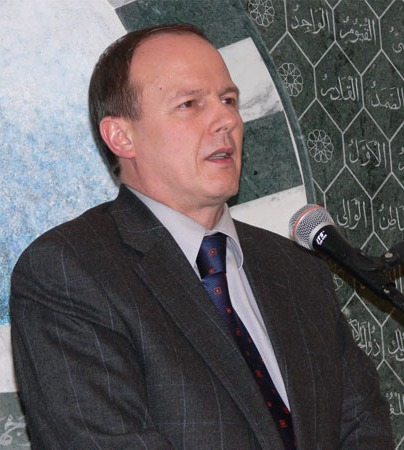
Enes Karić

Enes Karić (* 16. Mai 1958 in Travnik) ist ein bosnischer Islamwissenschaftler, Hochschulprofessor und Schriftsteller.

## Beruflicher Werdegang
Enes Karić studierte an der Universität Sarajevo Islamwissenschaften, Politik und Philosophie. 1981 wurde er an der Fakultät für Islamwissenschaften zum Assistenten im Studienfach Koranhermeneutik gewählt, wo er 1986 auch zu unterrichten begann und 1989 zum Dozenten ernannt wurde. 1986 machte er seinen Master in Philosophie (Thema: Zusammenhang zwischen griechischer und islamischer Philosophie in der Enzyklopädie der Iḫwān aṣ-ṣafāʾ). An der Universität Belgrad promovierte er 1989 zum Thema Hermeneutische Probleme der Übersetzung des Korans in die  serbokroatische Sprache (Hermeneutički problemi prevođenja Kur'ana na srpskohrvatski jezik). 1991 wurde er zum außerordentlichen Professor im Studienfach Koranexegese (Tafsīr) an der Universität Sarajevo berufen, wo er 1999 auch die ordentliche Professur für Koran-Studien und Geschichte der Interpretation des Koran bekam. Nach dem Bosnienkrieg arbeitete er von 1994 bis 1996 als Minister für Erziehung, Wissenschaft, Kultur und Sport der Republik Bosnien-Herzegowina. Mehrere Male war er an der al-Azhar-Universität in Kairo (Ägypten) zur Spezialisierung, ebenso wie an der Yale University (USA) und der University of Oxford (England). Im Jahr 2002 verbrachte er ein Sommersemester als Fulbright-Stipendiat an der University of California, Santa Barbara (USA). Im Oktober 2003 wurde er zum Dekan der Fakultät für Islamwissenschaften gewählt und bekleidete dieses Amt bis Oktober 2007. Im akademischen Jahr 2002/2003 unterrichtete er an der Universität Ljubljana (Slowenien) das Fach Kultur des Islam. Im Wintersemester 2008/09 übernahm er eine Gastprofessur für Islamische und Jüdische Studien an der Ludwig-Maximilians-Universität München (LMU). 2009 trat er bei der Wahl des Großmuftis (Reisul-ulema) von Bosnien und Herzegowina als wichtigster Gegenkandidat des damals amtierenden Mustafa Cerić an. Derzeit lehrt Dr. Karić an der Universität Sarajevo als ordentlicher Professor, wo er in seinem Spezialgebiet, der Geschichte und Methodik der Koranexegese tätig ist.

## Wirken
Enes Karić nahm an zahlreichen Symposien zur Philosophie, hermeneutischen Forschung, Geschichte der Auslegung heiliger Schriften (insbesondere des Korans), Globalisierung und zu diversen anderen Themen teil; darunter in Tunis (1997), Paris (1997), Leiden (1998), Riad (2001), Cambridge (1997), Tokio (1999), Graz (2000) etc. Bei der Weltausstellung EXPO 2000 in Hannover hielt er im Rahmen der Vortragsreihe Diskurs der Weltreligionen einen Vortrag unter dem Titel Philosophischer Dialog der Religionen statt Zusammenstoß der Kulturen im Prozess der Globalisierung: Versuch einer Synthese aus islamischer Sicht. Vom Institut für Religionswissenschaft an der Karl-Franzens-Universität Graz (KFU) wurde er mehrmals eingeladen, Vorträge zu halten. Karićs Studie Die historisch-zivilisatorische Bedeutung der mystischen Koranauslegung (The Significance of Sufism in the History of Islamic Civilization: Its place and Value in the Universal and Perennial Process of Spiritual Inquiry) wurde in das Programm der UNESCO aufgenommen und wird in speziellen, verschiedenen Aspekten der islamischen Kultur gewidmeten Publikationen erscheinen (The Different Aspects of Islamic Culture), deren Herausgeber Ekmeleddin İhsanoğlu ist. Seit 1990 ist Enes Karić Ratsmitglied der von Ahmed Zaki Yamani in London gegründeten Al-Furqan Islamic Heritage Foundation, einer Stiftung zum Erhalt des islamischen Schrifterbes. Bei dem Islamic Studies Journal (Pakistan) und dem American Journal of Social Sciences (Herndon, USA) ist er ebenfalls als Ratsmitglied tätig. Im Sommer 2002 wurde er vom Königlichen Aal-al-Bayt-Institut für islamisches Denken (Jordanien) zum aktiven Mitglied gewählt. In den Jahren 1976 und 1977 war er Chefredakteur der Zeitschrift Zemzem, und 1989/1990 in selber Funktion bei der Zeitschrift Islamska misao (Islamischer Gedanke) tätig. Er war Redaktionsmitglied mehrerer weiterer Zeitschriften, darunter Zbornik Fakulteta islamskih nauka (Sammelschrift der Fakultät der islamwissenschaften), Muslimanski glas (Muslimische Stimme), Ljiljan (Lilie), ebenso wie Anali (Annalen) der Gazi-Husrev-Beg-Bibliothek in Sarajevo. Von 1984 bis heute schrieb er zahlreiche Abhandlungen, Übersetzungen (aus dem Arabischen und dem Englischen), Essays, Polemiken und Buchvorstellungen, welche in diversen Zeitschriften in Sarajevo, Zagreb und Belgrad veröffentlicht wurden. Er verfasste auch Arbeiten in arabischer Sprache, die den Islam in Europa, die Begegnung der Kulturen und das euro-islamische Kulturerbe thematisieren (erschienen in der Tageszeitschrift Asharq al-Awsat, dem kuwaitischen Al-Mujtama'a Magazine und dem Al-Faisal Magazine aus Riad). Außerdem führte und veröffentlichte er dutzende Interviews mit namhaften Professoren der Islamwissenschaften wie z. B. Seyyed Hossein Nasr, Annemarie Schimmel, Abdalwahab Bouhdiba, Abdulhakim Murad, sowie mit dem König von Marokko, Hassan II. 1995 erschien Enes Karićs Koranübersetzung ins Bosnische. 2009 veröffentlichte er seinen ersten Roman Pjesme divljih ptica (Lieder wilder Vögel), der in mehrere Sprachen übersetzt wurde; eine deutsche Übersetzung erschien im Juli 2015. Danach veröffentlichte er weitere Romane: Jevrejsko groblje (Jüdischer Friedhof, 2011) und Slučajno čovjek (Zufällig Mensch, 2013).

## Positionen
In seiner bedeutendsten Studie Hermeneutik des Korans schreibt Enes Karić vom „Offenheitscharakter des Korantextes“ und der islamisch-theologisch begründeten Vielfalt der Lesearten des Korans. Von diesem Aspekt des Islams leitet er das Bedürfnis nach einem weltweiten Dialog der Religionen und Kulturen ab. So erläutert er in einem von der Georges-Anawati-Stiftung veröffentlichten Sammelband das Prinzip der Nachbarschaft als würdigen Umgang zwischen den Anhänger der Weltreligionen. Dabei bezieht er sich sowohl auf Immanuel Kants „Universelle Gastfreundschaft“ als auch die positive Tradition der „Culture of Tolerance in Medieval Spain“, wie sie María Rosa Menocal in ihrem Werk The Ornament of the World darstellt. Enes Karic scheut auch nicht, sich kritisch zu aktuellen Themen des islamischen Extremismus zu äußern und stellt eine offene Frage an die Gemeinschaft der Muslime „Was beleidigt eigentlich den Propheten Mohammed: die Karikaturen oder das Gemetzel der Muslime untereinander und ihre Gewalt gegen unschuldige Menschen „aus dem Westen“!?“

## Werke
Auswahl von Dr. Karićs Büchern herausgegeben in bosnischer Sprache
- Neki aspekti enciklopedije Ihvanus-Safa, (Einige Aspekte der Enzyklopädie der Iḫwān aṣ-ṣafāʾ), Magisterarbeit an der Philosophischen Fakultät der Universität Sarajevo, 1986
- Uvod u tefsirske znanosti, (Einführung in die Wissenschaften der Koranexegese), Hrsg. Islamische theologische Fakultät, Sarajevo, 1986
- Kako tumačiti Kur’an, (Die Art der Koranauslegung), erweiterte Ausgabe des Werkes Hermeneutika Kur’ana (Hermeneutik des Korans) – Dr. Karićs Dissertation, Verlag Tugra, Sarajevo, 2005, ISBN 9958-660-08-3
- Bosna sjete i zaborava, (Das Bosnien der Melancholie und des Vergessens), Essaysammlung, Verlag Durieux, Zagreb, 1988

Chrestomathien, aufbereitet und Herausgegeben von Dr. Karić
- Politička i ideologijska tumačenja Kur’ana i islama, (Politische und ideologische Interpretationen des Korans und des Islam), eine Auswahl an Texten westlicher Orientalisten, übersetzt aus dem Englischen, zusammen mit Texten islamischer Autoren, Zagreb, 1990
- Kur’an u savremenom dobu, (Der Koran im heutigen Zeitalter), zwei Bände ausgewählter, aus dem Englischen, Deutschen und Arabischen übersetzter Texte westlicher und islamischer Autoren, Vorwort und einige Übersetzungen der Texte aus dem Arabischen von Dr. Karić, Svjetlost, Sarajevo, 1991.
- (zusammen mit Mujo Demirović): Reis Džemaludin Čaušević: Prosvjetitelj i reformator, (Reis Džemaludin Čaušević: Aufklärer und Reformator), Ljiljan, Sarajevo, 2002
- Ljudska prava u kontekstu islamsko-zapadne debate, (Menschenrechte im Kontext der islamisch-westlichen Debatte), Großteil der Texte übersetzt von Dr. Karić, Juristische Fakultät, Sarajevo, 1996
- Tumačenje Kur’ana u modernom Egiptu, (Koranauslegung im modernen Ägypten), J. J. G. Jansen, Hrsg. Glasnik VIS-a, 1987
- Šerijatsko pravo u savremenim društvima, (Das Sharia-Recht in zeitgenössischen Gesellschaften), Ausgewählte Texte mehrerer Autoren, Übersetzt von Dr. Karić und Prof. Fikret Karčić, Juristische Fakultät, Sarajevo, 1998
- Islamski fundamentalizam – Šta je to?, (Islamischer Fundamentalismus – Was ist das?), Zusammenstellung von Diskussionen und Artikeln herausgegeben von Dr. Karić und Nusret Čančar, Sarajevo, 1990

Literarische Werke
- Crni tulipan, (Die schwarze Tulpe), Verlag Tugra, Sarajevo, 2008
- Die schwarze Tulpe – Reisenotizen eines bosnischen Mekkapilgers (deutsche Ausgabe), Edition Avicenna, München, 2009, ISBN 978-3-941913-00-4
- Pjesme divljih ptica, (Lieder wilder Vögel), Verlag Tugra, Sarajevo, 2009.
- Lieder wilder Vögel (deutsche Ausgabe), Verlag Hans Schiler, Berlin, 2015, ISBN 978-3-89930-004-8
- Jevrejsko groblje, (Der jüdische Friedhof), Verlag Tugra, Sarajevo, 2011
- Minhenska godina, (Mein Münchner Jahr), Verlag Dobra knjiga, Sarajevo, 2012
- Slučajno čovjek, (Zufällig Mensch), Verlag Tugra, Sarajevo, 2013

Artikel und Beiträge
- Philosophischer Dialog der Religionen statt Zusammenstoß der Kulturen im Prozeß der Globalisierung, P. Koslowski (Hg.), Wilhelm Fink Verlag, München, 2001. (Vorträge mehrere Autoren im Rahmen der Diskurse der Weltreligionen, EXPO 2000 Hannover), ISBN 978-3-7705-3634-4